# William Ross Hardie
William Ross Hardie (* 6. Januar 1862 in Edinburgh; † 3. Mai 1916) war ein britischer Altphilologe schottischer Herkunft.

## Leben
Hardie war der Sohn des Schneiders William Purves Hardie aus Edinburgh und seiner Frau Agnes Ross. Er besuchte die Circus Place School in Edinburgh und begann mit 14 Jahren ein Studium der Klassischen Philologie bei William Young Sellar an der Universität Edinburgh, das er 1880 mit dem M.A. abschloss, und dann am Balliol College, Oxford, an dem er einen B.A. und dann einen MA erwarb. 1882 erhielt er neben anderen Auszeichnungen den Gaisford Prize für griechische Versdichtung. Er galt als begabtester Student der Altphilologie seiner Generation.
1884 wurde er zum Fellow des Balliol College gewählt und verbrachte ein Jahr größtenteils in Griechenland und Italien. Nach seiner Rückkehr war er von 1884 bis 1895 Fellow und Tutor am Balliol College und Junior Proctor der Universität im akademischen Jahr 1893–1894. Von 1895 bis zu seinem Tod war er Professor of Humanity (Latein) an der Universität Edinburgh.
1901 heiratete er Isabella Watt, die dritte Tochter des Revd William Stevenson vom Madras Christian College. Sie hatten drei Söhne und eine Tochter. Dazu zählten William Francis Ross Hardie (1902–1990) und Colin Graham Hardie (1906–1998), die wie er selbst Klassische Philologen waren.
Er starb 1916 nach einer schweren Grippeinfektion.

## Schwerpunkte
Hardie unterrichtete vor allem Greek and Latin composition, das Verfassen von Gedichten und Prosatexten in altgriechischer und lateinischer Sprache, und veröffentlichte zur antiken Metrik. Am Balliol College lehrte er eine einfache Form des Altgriechischen („simple, pronounceable, and intelligible to the ear“). Dem schottischen Literaten John Stuart Blackie schrieb er einmal:

“I always endeavour to make the accent audible in pronouncing Greek. I quote, read, or recite Greek as much as possible, and I frequently teach composition orally, by … choosing by chance a piece of English and working out a version of it by common suggestion and discussion.”

## Schriften (Auswahl)
- Gaisford prize for Greek verse: Shakespeare, Twelfth Night, act II, scene 5, translated into comic iambics. B. H. Blackwell, Oxford 1882.
- Vetera recentia: Being hints towards advanced composition in prose and verse in the form of renderings of modern words. 1890.
- The Character and Genius of the Roman People. An inaugural address delivered at Edinburgh on the 15th October, 1895. W. Blackwood and Sons, 1895.
- The Feeling for Nature in the Greek and Roman Poets: An Introductory Lecture. T. and A. Constable at the Edinburgh University Press, 1899.
- The supernatural in ancient poetry and story. A lecture delivered to the Aberdeen university classical society on 15 February 1901. J. Thin, 1901.
- Lectures on classical subjects. 1903.
- Latin prose composition: Comprising part I, Notes on Grammar, Style, and Idiom, part II, English passages for translation into Latin. 1908.
- Silvulae academicae. Verses and Verse Translations. Oxford University Press, Oxford 1912. – Rez. von A. D. G. in: The Classical Review, 27, 1913, S. 67–68, JSTOR.
- Res metrica. An introduction to the study of Greek & Roman versification. Oxford University Press, Oxford 1920; Nachdruck Garland Publ., ISBN 0-8240-2970-4.